# آ رينكل إن تايم
آرينكل إن تايم هي رواية خيال علمي للشباب البالغين كتبتها المؤلفة الأمريكية مادلين لينجل. نُشرت لأول مرة في عام 1962،  فازت الرواية بجائزة نيوبيري وجائزة سيكويا للكتاب وجائزة لويس كارول شيلف وحصلت على المركز الثاني في جائزة هانز كريستيان أندرسن.  تنطلق الشخصيات الرئيسية - ميج موري وتشارلز والاس موري وكالفن أوكيف - في رحلة عبر الزمان من مجرة إلى أخرى حيث يسعون لإنقاذ والد موريس والمحاربة ذا بلانك ثبنغ الذي اقتحم عدة عوالم.
تقدم الرواية لمحة عن الحرب بين النور والظلام والخير والشر، حيث تنضج الشخصيات الشابة وتصبح مراهقين في رحلتهم.  تتصارع الرواية مع الأسئلة الروحانية والهدف، حيث غالبًا ما تُلقى الشخصيات في صراعات الحب والألوهية والخير.  إنها الرواية الأولى في سلسة خماسية الزمن للكاتبة لينجل والتي يتبعها عائلة موري وأوكيف.
قامت ليجل بكتابة عائلة موري بمفردها. أشار بي إيه كولينان إلى أن ليجل ابتكرت شخصيات "تشترك في الفرح مع بيئة مختلطة من الخيال والخيال العلمي".  لذلك فإن النغمات العلمية والدينية للرواية تعكس بشكل كبير حياة لينجل. 
اقتُبس من الرواية فيلمًا تلفزيونيًا عام 2003 من إخراج جون كينت هاريسون وفيلمًا مسرحيًا عام 2018 من إخراج آفا دوفيرناي وكلاهما من إنتاج شركة والت ديزني.

## الروابط الخارجية
- "A Wrinkle in Time". The Open Critic (review). مؤرشف من الأصل في 2007-09-26.
- A Wrinkle in Time title listing at the Internet Speculative Fiction Database
- "A Wrinkle in Time". Official book site for the May 2007 release. مايو 2007. مؤرشف من الأصل في 2023-11-19.

| الجوائز         | الجوائز                     | الجوائز         |
| --------------- | --------------------------- | --------------- |
| سبقه {{{سبقه}}} | {{{العنوان}}} {{{الأعوام}}} | تبعه {{{تبعه}}} |